# Tylotropidiopsis
Tylotropidiopsis is een geslacht van rechtvleugeligen uit de familie veldsprinkhanen (Acrididae). De wetenschappelijke naam van dit geslacht is voor het eerst geldig gepubliceerd in 1992 door Storozhenko.

## Soorten
Het geslacht Tylotropidiopsis  is monotypisch en omvat slechts de volgende soort:
- Tylotropidiopsis abrepta (Storozhenko, 1992)